# This Is Spinal Tap
This Is Spinal Tap is een Amerikaanse rock-mockumentary uit 1984, geregisseerd door Rob Reiner. Hij vertolkte tevens een van de hoofdrollen. Andere hoofdrollen werden vertolkt door Michael McKean, Christopher Guest en Harry Shearer.
De mockumentary draait om het wel en wee van de fictieve heavy metal/hardrockband Spinal Tap. De film bevat vooral veel satire op het wilde gedrag van hardrockbands. De (Amerikaanse) acteurs praten met semi-Britse accenten.

## Verhaal
De film wordt getoond in de stijl van een documentaire gefilmd en geregisseerd door de fictieve Marty DiBergi (Rob Reiner). De documentaire volgt Spinal Tap tijdens een concerttournee door de Verenigde Staten voor de promotie van hun nieuwe album Smell the Glove. Via interviews met de bandleden wordt het verleden van de groep onthuld.
De band werd in de jaren 60 opgericht door de jeugdvrienden David St. Hubbins (Michael McKean) en Nigel Tufnel (Christopher Guest). Oorspronkelijk noemden ze zich "The Originals", maar ze veranderden dit niet veel later in "The New Originals" om zich te onderscheiden van de reeds bestaande groep met die naam. Ook deze naam werd al snel verworpen, en de band ging verder onder de naam "The Thamesmen". Onder deze naam boekten ze succes met hun skiffle/r&b-hit, "Gimme Some Money". Na deze hit veranderden ze hun naam in "Spinal Tap" en hadden ze een bescheiden succes met hun flowerpower-nummer "Listen to the Flower People". Na wat experimenten met andere muziekstijlen besloot de band zich uiteindelijk toe te leggen op de heavy metal. Ze produceerden enkele albums, waaronder Shark Sandwich, Intravenus de Milo en The Gospel according to Spinal Tap. De groep werd uiteindelijk uitgebreid met bassist Derek Smalls (Harry Shearer), toetsenist Viv Savage (David Kaff) en een aantal drummers, die echter allemaal onder mysterieuze omstandigheden om het leven kwamen.
Tijdens DiBergi's interviews met St. Hubbins en Tufnel komt naar voren dat hoewel ze goede componisten en muzikanten zijn, ze niet bijster slim en behoorlijk onvolwassen zijn.
Wanneer de tournee van de groep begint, worden er steeds meer concerten afgelast vanwege te lage kaartverkoop. De spanningen lopen hoog op wanneer enkele grote platenzaken weigeren om Smell the Glove te verkopen vanwege de seksistische cover en vanwege de manager van de groep, Ian Faith (Tony Hendra). Dan duikt onverwacht ook St. Hubbins' vriendin Jeanine (June Chadwick) — een yoga- en astrologiefanaat — op. Ze voegt zich bij de groep en begint zich te bemoeien met hun optredens en kleding. Het platenlabel van de band, Polymer Records, besluit om "Smell the Glove" uit te brengen met een geheel zwarte cover zonder dit eerst te overleggen met de band. De verkoop van het album trekt niet genoeg fans naar bijeenkomsten waar Spinal Tap het album signeert. Daarom besluit Tufnel om het album nog verder te promoten met een optreden van het nummer "Stonehenge"; een episch nummer dat normaal alleen wordt opgevoerd onder begeleiding van een toneelshow. Hij vraagt Ian om een enorme Stonehenge-megaliet te bestellen ter decoratie voor het optreden. Hij bestelt echter per ongeluk een miniatuurversie doordat op het kladje dat als bouwtekening diende als maatgeving inches (") in plaats van voet (') waren gezet. Tufnel beschuldigt Faith van slecht management. St. Hubbins stelt voor dat Jeanine co-manager zou moeten zijn van de band, waarop Faith kwaad vertrekt.
Terwijl de tournee verdergaat, worden de optredens steeds kleiner. Zo treden ze op bij een basis van de United States Air Force en een amfitheater in een attractiepark. Tufnel kan er niet meer tegen, en verlaat de groep midden in een show. Hij neemt ook zijn instrumenten mee. Hierdoor zijn de overige twee leden gedwongen over te schakelen op experimentele fusionmuziek.
Tijdens de laatste show van de tournee keert Tufnel weer terug met de mededeling dat, hoewel de groep zijn populariteit in Amerika kwijt is, ze nog wel razend populair zijn in Japan. Faith wil graag voor de groep een nieuwe tournee regelen in dat land. De groep ziet wel wat in dit idee, en laat Tufnel weer terug in de band voor hun laatste optreden. Ofschoon midden in een optreden hun drummer sterft door een explosie, is de Japanse tournee een groot succes.

## Rolverdeling
| Acteur            | Personage                                                    |
| ----------------- | ------------------------------------------------------------ |
| Michael McKean    | David St. Hubbins                                            |
| Christopher Guest | Nigel Tufnel (Tuffy)                                         |
| Harry Shearer     | Derek Smalls                                                 |
| Rob Reiner        | Marty DiBergi                                                |
| Tony Hendra       | Ian Faith                                                    |
| David Kaff        | Viv Savage                                                   |
| R. J. Parnell     | Mick Shrimpton, drummer voor The Crazy World of Arthur Brown |
| June Chadwick     | Jeanine Pettibone                                            |
| Bruno Kirby       | limousinechauffeur Tommy Pischedda                           |
| Ed Begley jr.     | John 'Stumpy' Pepys                                          |
| Danny Kortchmar   | Ronnie Pudding                                               |
| Fran Drescher     | Bobbi Flekman                                                |
| Patrick Macnee    | Sir Denis Eton-Hogg                                          |
| Julie Payne       | mime-opdienster                                              |
| Dana Carvey       | mime-opdiener                                                |
| Sandy Helberg     | Angelo DiMentibelio                                          |
| Zane Buzby        | Rolling Stone-verslaggever                                   |
| Billy Crystal     | Morty the Mime                                               |
| Paul Benedict     | Tucker "Smitty" Brown                                        |
| Howard Hesseman   | Terry Ladd                                                   |
| Paul Shortino     | Duke Fame                                                    |
| Lara Cody         | Duke Fames-groupie                                           |
| Andrew J. Lederer | student promoter                                             |
| Russ Kunkel       | drummer Eric "Stumpy Joe" Childs                             |
| Vicki Blue        | Cindy                                                        |
| Joyce Hyser       | Belinda                                                      |
| Gloria Gifford    | de beveiligingsbeambte                                       |
| Paul Shaffer      | incompetente promotor Artie Fufkin (Polymer Records)         |
| Archie Hahn       | man van de roomservice                                       |
| Charles Levin     | Disc 'n' Dat-manager                                         |
| Anjelica Huston   | Polly Deutsch                                                |
| Fred Willard      | de luitenant op de luchtmachtbasis                           |
| Donald Kendrick   | achtergrondzanger                                            |

## Achtergrond

### Productie
Hoewel Reiner en de drie hoofdrolspelers op de aftiteling worden vermeld als schrijvers van de film, is het script grotendeels geïmproviseerd. Al voordat Reiner zich met de mockumentary ging bezighouden was er enkele uren aan beeldmateriaal opgenomen. Dit werd door Reiner ingekort tot 84 minuten. Er bestaat echter ook een 4,5 uur durende onofficiële uitgave van de film, die jarenlang onder fans en verzamelaars is verspreid.

### Parodieën
This is Spinal Tap bevat een groot aantal parodieën op rockbands zoals:
- Spinal Taps originele naam, "The New Originals," is vermoedelijk een verwijzing naar Led Zeppelins originele naam, "The New Yardbirds."
- De naam wordt officieel gespeld als Spın̈al Tap, zonder puntje op de i en met een nutteloos trema op de n. Dit is een parodie op de zogenaamde metalumlaut in namen van metalgroepen zoals Motörhead.
- De veranderingen in de muziekstijl van Spinal Tap doen denken aan soortgelijke veranderingen van echt bestaande bands, zoals Pink Floyd (oorspronkelijk een psychedelische rockgroep), Status Quo, Black Sabbath (eerst een blues/psychedelische band) en The Sweet.
- Spinal Taps carrière lijkt sterk op die van The Beatles tot 1970; ze waren oorspronkelijk een skiffleband opgericht door een groep vrienden. De naam "The Thamesmen" is een referentie naar The Beatles' oorspronkelijke naam "The Quarrymen".
- Het feit dat de band steeds z'n drummers verliest is een verwijzing naar meerdere bands: John Bonham en Keith Moon stierven jaren eerder, terwijl Judas Priest tegen de tijd dat de film uitkwam al zes keer van drummer had gewisseld.
- Het uiterlijk van Tufnel is gebaseerd op Jeff Beck.
- Een van Tufnels gitaren, een Music Man Albert Lee, is opgevoerd met een gitaarelement dat 8 spoelen bevat. In de hardrock is het gebruikelijk om dubbelspoelselementen (humbuckers) te gebruiken omdat die niet brommen en een krachtiger toon geven dan enkelspoelers.
- Het personage Jeanine is gebaseerd op onder andere Yoko Ono, Linda McCartney en Nancy Spungen als een onervaren vrouw die zich met de muziek van de band van haar vriend gaat bemoeien.
- Tijdens de gitaarsolo's van Tufnel ziet men hem onder andere gitaar spelen met z'n voeten. Dit is een parodie op Jimi Hendrix' gewoonte om gitaar te spelen met z'n tanden. Later bespeelt hij de gitaar met een viool. Dit is een parodie op Jimmy Pages gebruik van een strijkstok voor het bespelen van de gitaar tijdens zijn gitaarsolo in 'Dazed and Confused'.
- Derek Smalls baard is gebaseerd op de baard van Lemmy Kilmister, de zanger/bassist van Motörhead.
- Het Stonehenge-incident in de film is gebaseerd op een legendarische blunder van Black Sabbath, tijdens Ian Gillans korte periode als zanger. De band bestelde voor een optreden een decor dat leek op Stonehenge, maar dit bleek veel groter dan gepland. Hierdoor moest de band onverwacht een grotere zaal huren waar het decor wel in paste.
- De Stonehenge-scène is mogelijk ook gebaseerd op Led Zeppelins Day on the Green-concerten op 23 en 24 juli 1977. Hierbij maakten zij gebruik van een Stonehenge-set.
- Het incident met de schelp is gebaseerd op een soortgelijk incident van de band Yes. Tijdens een van hun concerten kwam drummer Alan White vast te zitten in een soortgelijk decorstuk.[3]

### Ontvangst
This Is Spinal Tap was bij de originele uitgave een matig succes. De film had onder andere te lijden onder het feit dat veel kijkers eerst niet doorhadden dat het geen echte documentaire was. Na uitgave op video werd de film echter een stuk succesvoller, en verkreeg zelfs een cultstatus.
De film bleek op sommige punten erg dicht in de buurt te komen van het leven van echte artiesten. Zo gaven Robert Plant, Dee Snider en Ozzy Osbourne toe dat zij, net als Spinal Tap in de film, allemaal een keer verdwaald waren achter het toneel vanwege de verwarrende gangen. Eddie van Halen beweerde dat hij bij het zien van de film als enige in het publiek er niet om kon lachen daar hij zichzelf maar al te vaak herkende in wat Spinal Tap meemaakte. Ook Dokkens George Lynch herkende veel van zijn groep in de film.
De documentaire Anvil! The Story of Anvil uit 2009 wordt vaak de “echte versie van Spinal Tap” genoemd. In 2000 haalde de film de 29e plaats op AFI's 100 Years... 100 Laughs.

## Prijzen en nominaties
In 2001 won “This is Spinal Tap” de Video Premiere Award voor Best DVD Audio Commentary. Datzelfde jaar werd de film ook genomineerd in de categorieën Best DVD Menu Design en Best DVD Overall Original Supplemental Material.
In 2002 werd This Is Spinal Tap verkozen voor een plek in de National Film Registry door de Library of Congress. Dit vanwege de culturele, historische en esthetische significantie van de film.